# Cornelis Bavelaar (1747-1830)
Cornelis Bavelaar senior (Leiden, 1747 - ?, 25 februari 1830) was een beeldsnijder die kunstwerkjes maakte van uit hout en been gesneden, voorstellingen van schepen, landschappen en huiselijke gebeurtenissen waarmee hij kleine kijkkastjes maakte. Deze kastjes werden bavelaartjes genoemd.
Cornelis Bavelaar sr. (de Oude) werd geboren in 1747 als jongste zoon van de tuinman Pieter Kockedee en zijn vrouw Stijntje. Zijn ouders stierven jong want op 30 april 1764 kwam hij als sijnde een weeskind te leer bij beeldhouwer Gijsbert Krul. Vier jaar later kwam hij in de leer bij Nicolaas Lazarie, een andere beeldhouwer, met 16 leerlingen.
Op 26 februari 1776 deed hij een meesterproef bij het beeldhouwersgilde tot genoegen van Deken en hoofdmannen, tegen een betaling van 6 gulden en 6 stuivers.
Enige tijd later trouwde hij Maartje Kellenaar waarna hij zelf beeldhouwers opleidde.
Cornelis en Maartje kregen 10 kinderen waaronder de op 17 augustus 1777 gedoopte Cornelis Bavelaar de Jonge aan wie de hele collectie Bavelaartjes jarenlang onterecht is toegeschreven.
De gehele collectie Bavelaartjes omvat ca. 1500 exemplaren van de kijkkastjes, vervaardigd
door zowel Cornelis de Oude, zijn zoon Cornelis de Jonge en diens zoon Joannes Franciscus Bavelaar.
- Biografisch Portaal: 12835957
- International Standard Name Identifier: 0000 0000 3237 1296
- Library of Congress Control Number: n84090014
- Nederlandse Thesaurus van Auteursnamen: 069968101
- RKD-Nederlands Instituut voor Kunstgeschiedenis: 91995
- Virtual International Authority File: 3873469
- WorldCat: E39PBJh4B43WtCR6xD79d3Tyh3